# Into the Sun (film 2005)
(Tagline del film)
Into the Sun è un film del 2005 diretto da Christopher Morrison, sul filone yakuza, co-prodotto, co-sceneggiato e interpretato da Steven Seagal.
Il film è stato distribuito direttamente nel canale distributivo home video sia negli USA che in Italia.
Il film fu originariamente concepito come rifacimento del film Yakuza di Sydney Pollack, ma la Warner Brothers non concesse i diritti per la storia.

## Trama
Takayama, il governatore di Tokyo viene assassinato su commissione incerta della yakuza; per scoprire i moventi dell'omicidio ed i mandanti vengono incaricati gli agenti della CIA Travis Hunter e Sean Mac.
Viene fuori in seguito che il Federal Bureau Investigation incaricò la CIA del caso, poiché vi era la remota possibilità di un coinvolgimento della yakuza nell'uccisione.
Sean si dimostra distratto e non adeguato ad un caso rilevante come questo, Travis invece sembra conoscere le procedure doganali di uso in Giappone ed i modi brutali della Yakuza.
Dopo alcune ricerche, Travis e Sean scoprono una rete clandestina di droga sviluppatasi in Giappone ed in sviluppo nel territorio cinese gestita da Kuroda, un promettente leader della Yakuza, e da Chen, unico contatto di Kuroda in Cina.
Il caso dell'omicidio sta per concludersi, secondo Travis è stato Kuroda stesso a uccidere il governatore; in aiuto di Travis la polizia di Tokyo chiama gli esperti Kojima e Oyabun Ishikawa, si scoprirà in seguito che quest'ultimo è una spia della Yakuza.
Kojima e Travis vanno d'accordo, tra un discorso e l'altro viene fuori che la Yakuza ha "timore" della rivale Tong, la mafia cinese in forte espansione.
Alla fine della storia si scopre che Kojima è un infiltrato Yakuza così come il partner e il caso diventa personale per Travis; come ultimo aiuto la CIA assegna il caso a Jewel, oltre ai due si aggiungerà anche il tatuatore Kawamura, cui Kuroda uccise moglie e figli.
La ricerca di Kuroda esporrà i tre a morte sicura, ma per ognuno di loro questo è un caso personale.